# Gustavo Fernández (tenista)
Gustavo Fernández (Río Tercero, 20 de janeiro de 1994) é tenista cadeirante argentino. Seus maiores êxitos foram os títulos de Roland Garros de 2016 e o do Australian Open de 2017, ambos em simples, e Wimbledon de 2015, em duplas. Na primeira categoria, atingiu o posto de número 1 do mundo em julho de 2017. Ganhou três medalhas de ouro e uma de prata nos Jogos Parapanamericanos, entre 2011 e 2015. Nos Jogos Paralímpicos de 2016, no Rio de Janeiro, Fernández foi escolhido o porta-bandeira de seu país.